# Мальсагов Ахмед Татарханович
Ахмед Татарханович Мальсагов (1912 , Альтієвський адміністративний округd, Терська область  — 7 січня 1942 , Варварівка, Ворошиловградська область ) — радянський льотчик-бомбардувальник, у роки Німецько-радянської війни — командир ланки 5-го ближньобомбардувального полку 21-ї змішаної авіаційної дивізії ВПС Південного фронту, майор. Герой Російської Федерації (6.07.1995, посмертно).

## Біографія
Народився 1912 року в Альтієво (нині — район Назрані). Інгуш.
У 1937 році з відзнакою закінчив Сталінградську військово-авіаційну школу і став льотчиком-бомбардувальником. Війна застала його у Ворошиловградській області, в Україні. Командував ланкою бомбардувальників 5-го бомбардувального авіаційного полку. Його знали як безстрашного воїна, здібного командира.
- З початку військових дій з 22 червня 1941 року мав 52 бойові вильоти, наліт 65 годин 12 хвилин.
- З 20 серпня 1944 року мав 21 бойових вильотів, 18 з яких були ефективними.
- 22 червня 1941 року знову здійснив бомбардувальний удар по нафтобазі Констанца, тим самим викликавши вибухи та пожежі.
- 22, 24, 29 липня 1941 року здійснив бомбардувальний удар по колонах супротивника, в результаті знищив 10 танків і 2 роти піхоти німецьких солдатів і офіцерів.
- 5 серпня 1941 року здійснив бомбардувальний удар по скупченню танків у районі Первомайська, знищивши 7 танків противника.
- 6 серпня 1941 року було здійснено два вильоти на розвідку, помітивши рух колон супротивника і величезне скупчення піхоти, влучним потраплянням бомб знищив взвод піхоти противника.
- 18, 19 серпня 1941 року здійснив 8 бойових вильотів зі накопичення військ противника на о. Хортиця. За відмінне бомбардування командуючим фронтом було оголошено подяку.
- 20, 21, 22 серпня 1941 року в черговому бомбардуванні колон, знищив 10 танків, роту піхоти та дві зенітних точок противника.

Загинув у бойовому вильоті 14 січня 1942. Похований А. Т. Мальсагів у братській могилі, що у селі Варварівка Кремінського району Ворошиловградської області в Україні.
Нагороджений орденом Червоного Прапора (7.01.1942).
Двічі представлявся до присвоєння звання Героя Радянського Союзу. 6 липня 1995 року Указом Президента Росії Мальсагов Ахмед Татарханович посмертно нагороджений Золотою Зіркою Героя Росії.
Молодший брат Ахмеда Мальсагова — капітан Магомет Татарханович — був командиром танкового батальйону. Важко поранений у 1942 році і доставлений до евако госпіталю. Серед інших офіцерів Червоної Армії розстріляли нацистами[відсутнє в джерелі].